# Villargordo del Cabriel
Villargordo del Cabriel ist eine spanische Gemeinde (Municipio) mit 594 Einwohnern (Stand: 2024) in der Valencianischen Gemeinschaft, in der Comarca La Plana de Utiel–Requena. 

## Lage
Villargordo del Cabriel liegt etwa 100 Kilometer westnordwestlich von Valencia in einer Höhe von ca. 850 m. Durch die Gemeinde führt die Autovía A-3. Im Westen der Gemeinde fließt der Río Cabriel, der hier zur Embalse de Contreras aufgestaut wird. 

## Geschichte
| Jahr      | 1900  | 1930  | 1950  | 1960  | 1970  | 1981  | 1991 | 2001 | 2011 | 2021 |
| --------- | ----- | ----- | ----- | ----- | ----- | ----- | ---- | ---- | ---- | ---- |
| Einwohner | 1.372 | 1.481 | 1.428 | 1.857 | 1.519 | 1.013 | 799  | 690  | 770  | 585  |

## Kultur und Sehenswürdigkeiten
- Rochuskirche  (Iglesia de San Roque) aus dem 18. Jahrhundert

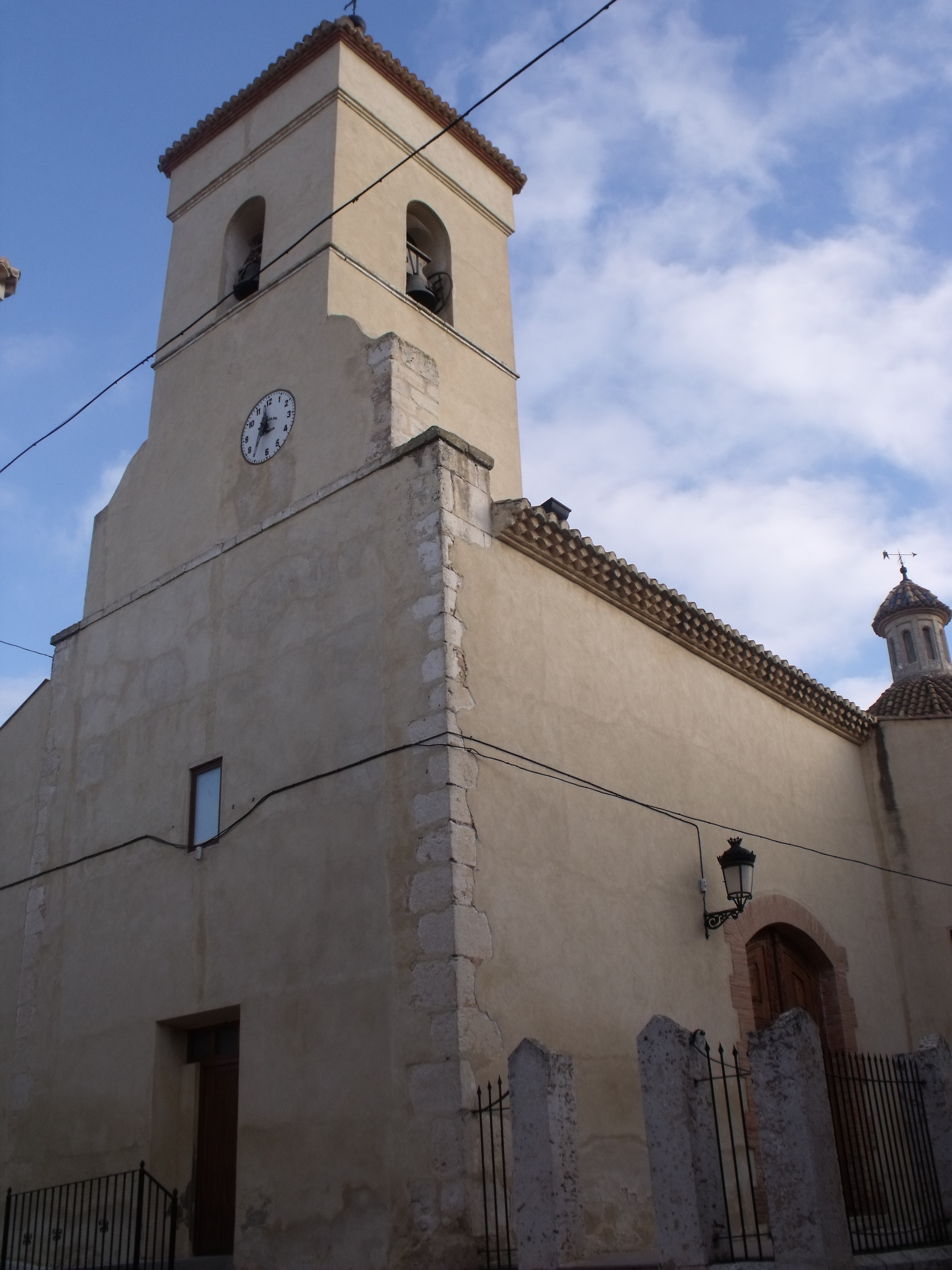
Rochuskirche
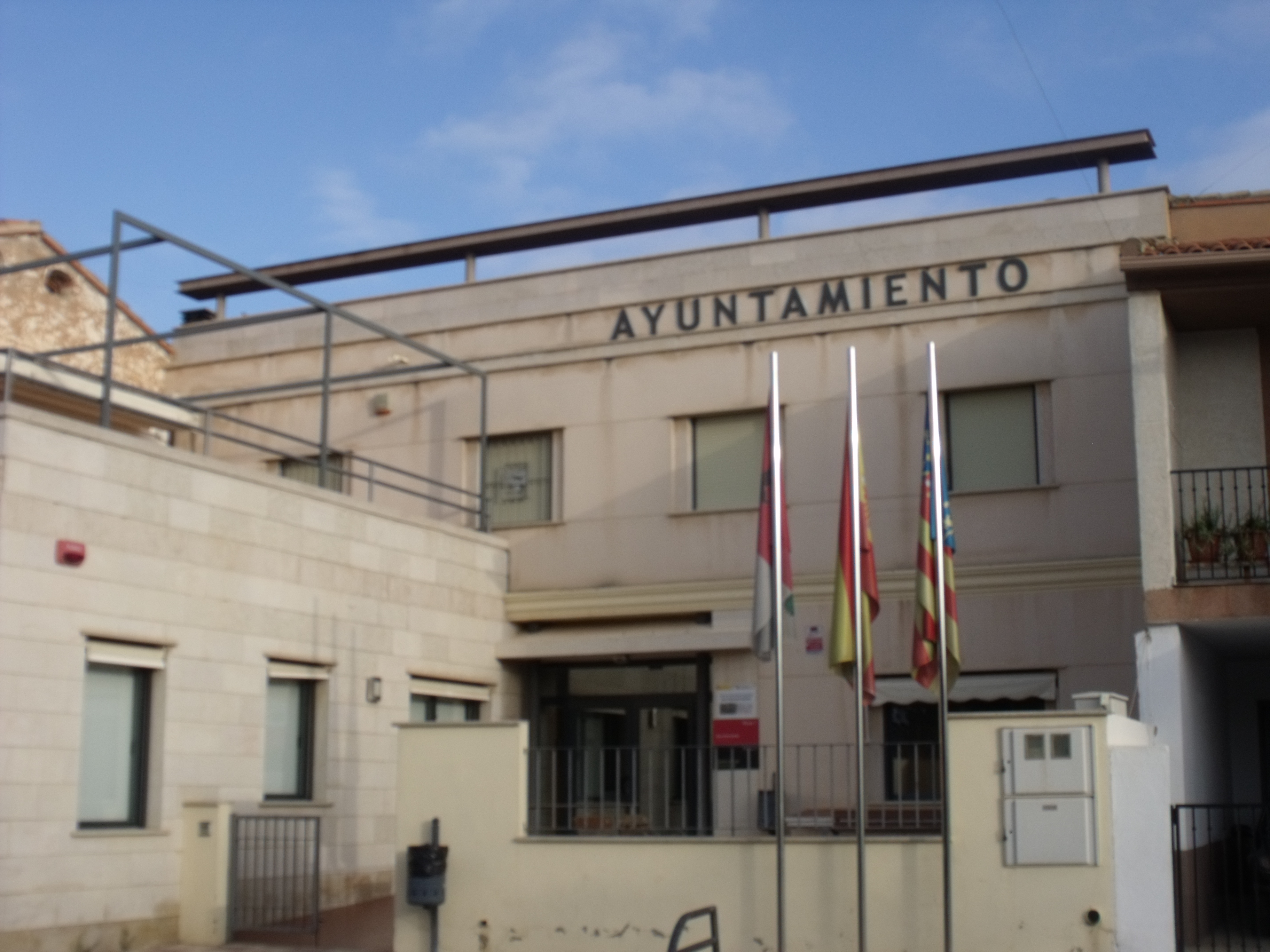
Rathaus